# Hazatalálsz (album)
A Hazatalálsz Bayer Friderika sorban 5. nagylemeze.

## Az album dalai[1]
1. Sordino (Varga–Szabolcs–Kassai Róbert–Csuka László)
2. Igazi boldogság (Varga–Szabolcs–Kassai Róbert–Márkus József)
3. Hírek (Varga–Szabolcs–Kassai Róbert–Csuka László)
4. A végtelen még vár (Varga–Szabolcs–Kassai Róbert–Pajor Tamás)
5. Szél (Varga–Szabolcs–Kassai Róbert–Márkus József)
6. Hűség (Fejes Zoltán–Csuka László)
7. Valami készül (Varga–Szabolcs–Kassai Róbert–Pajor Tamás)
8. Hajnalcsillag (Németh Judit–Csuka László)
9. Hazatalálsz (Varga–Szabolcs–Kassai Róbert–Márkus József)
10. Kiválasztottál (Varga–Szabolcs–Kassai Róbert–Csuka László)
11. A fény felé (Lerch István–Demjén Ferenc)

## Közreműködnek
- Bayer Friderika – ének, vokál
- Borbély József – trombita, billentyűs hangszerek
- Botos Lajos – basszusgitár
- Bódi Mónika – brácsa
- Fejes Zoltán – gitárok
- Gyenes Béla – szaxofon
- Joób Gergely – cselló
- Kassai Róbert – billentyűs hangszerek
- Lugosi Vera – hegedű
- Lugosi Zsófia – hegedű
- Lukács Péter – gitárok
- Perger István – percussion
- Szentkirályi Pál – dob
- Varga Szabolcs – fuvola, vokál, billentyűs hangszerek